# Ateliers Lorin
Les ateliers Lorin sont des ateliers de maîtres et peintres verriers français, installés depuis 1863 à Chartres, dans le département français d'Eure-et-Loir, .
Fondés il y a plus de 150 ans, ce sont les plus anciens ateliers de vitrail toujours en activité de cette ville, célèbre pour les vitraux de la cathédrale Notre-Dame des XIIe et XIIIe siècles.

## Historique
En 1863, Nicolas Lorin fonde son atelier à Chartres, rue Saint-Cheron. En 1867, il s'installe au bord de l'Eure au no 5 de la rue de la Tannerie, puis au no 46, dans un atelier inscrit au titre de monument historique par arrêté du 22 novembre 1999,.
Son fils Charles Lorin, né le 16 octobre 1866 à Chartres où il mourra en 1940, poursuivra cette activité, et par la suite son petit-fils François Lorin (1900-1972).
L'atelier fut repris de 1973 à 2017 par Gérard Hermet, Jacques et Mireille Juteau.
En 2016, Élodie Vally, François Ratkoff et Claire Babet se rassemblent afin de reprendre les ateliers Lorin en montant un projet de sauvegarde. La société créée à cet effet reprendrait le fond, la ville se portant acquéreur des murs et du fonds d'archives.
Les trois associés se séparent fin 2019.
Depuis 2020, Élodie Vally gère à la fois l'atelier pour la création et la restauration de vitraux, les recherches de financements pour la restauration du fonds et des locaux et participe activement au partage des données du fonds d'archives en partenariat avec la mairie de Chartres.

Ateliers Lorin
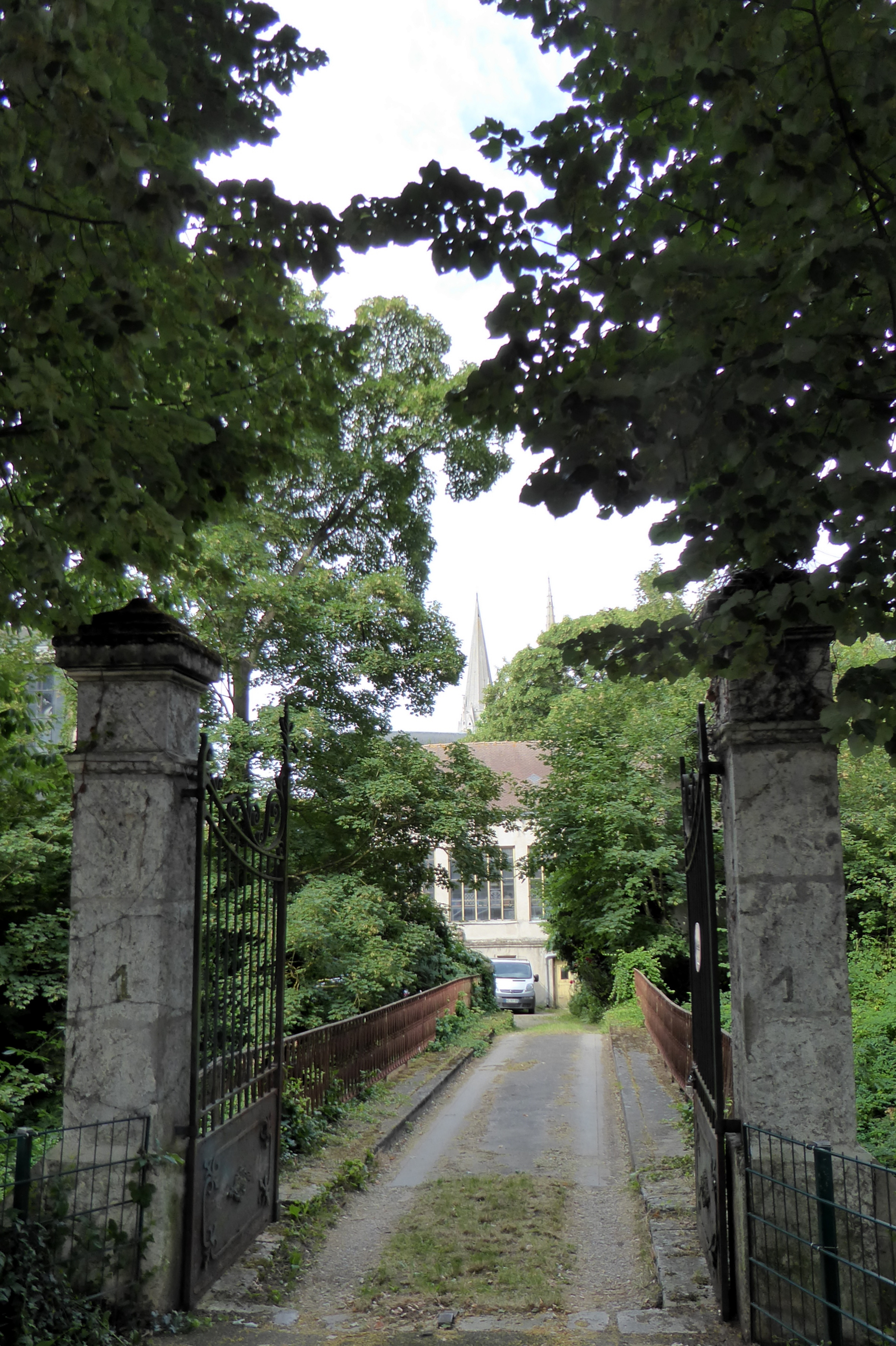
L'entrée 1bis boulevard du Maréchal-Foch.
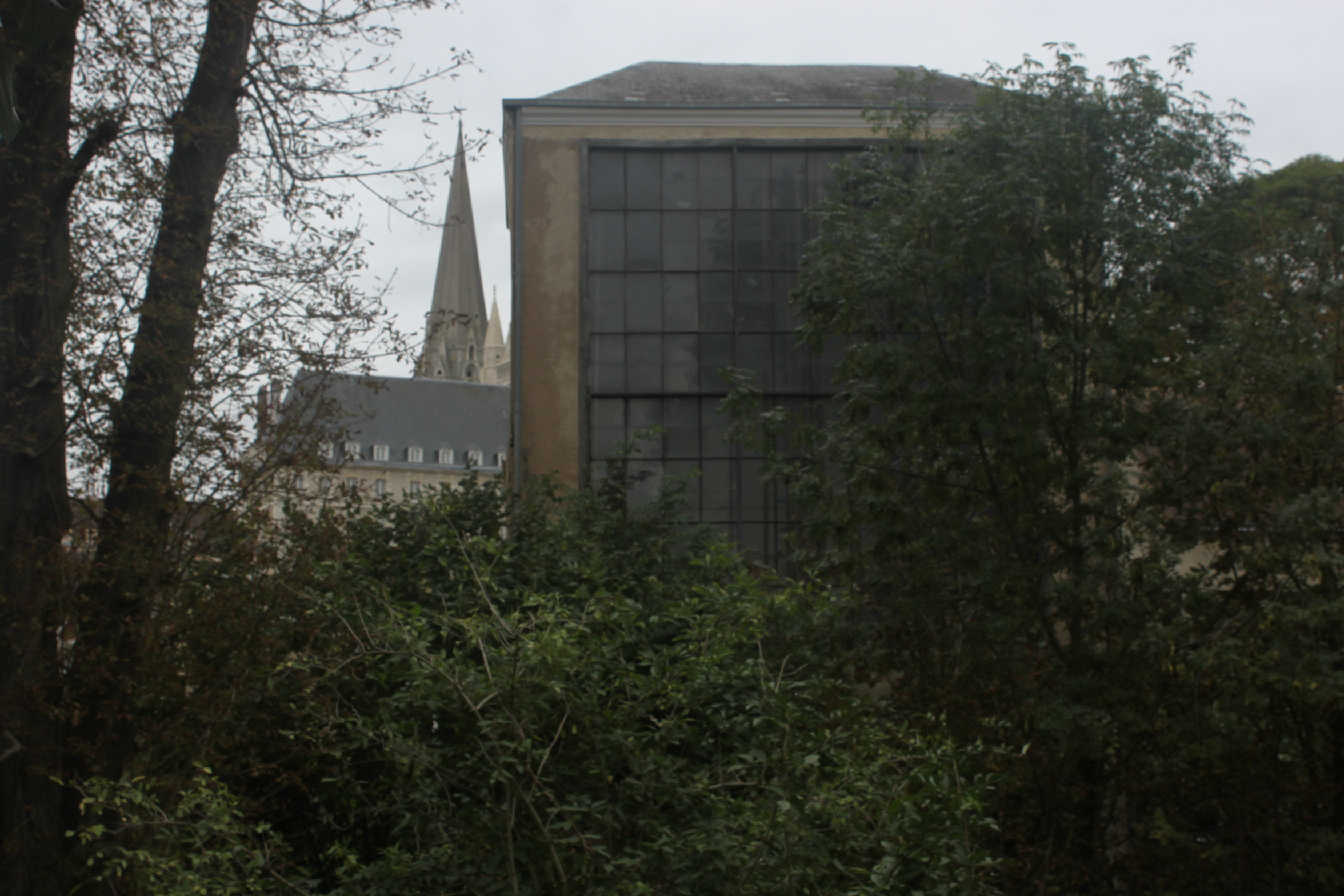
La tour d'exposition. En arrière-plan, le « clocher vieux » de la cathédrale.
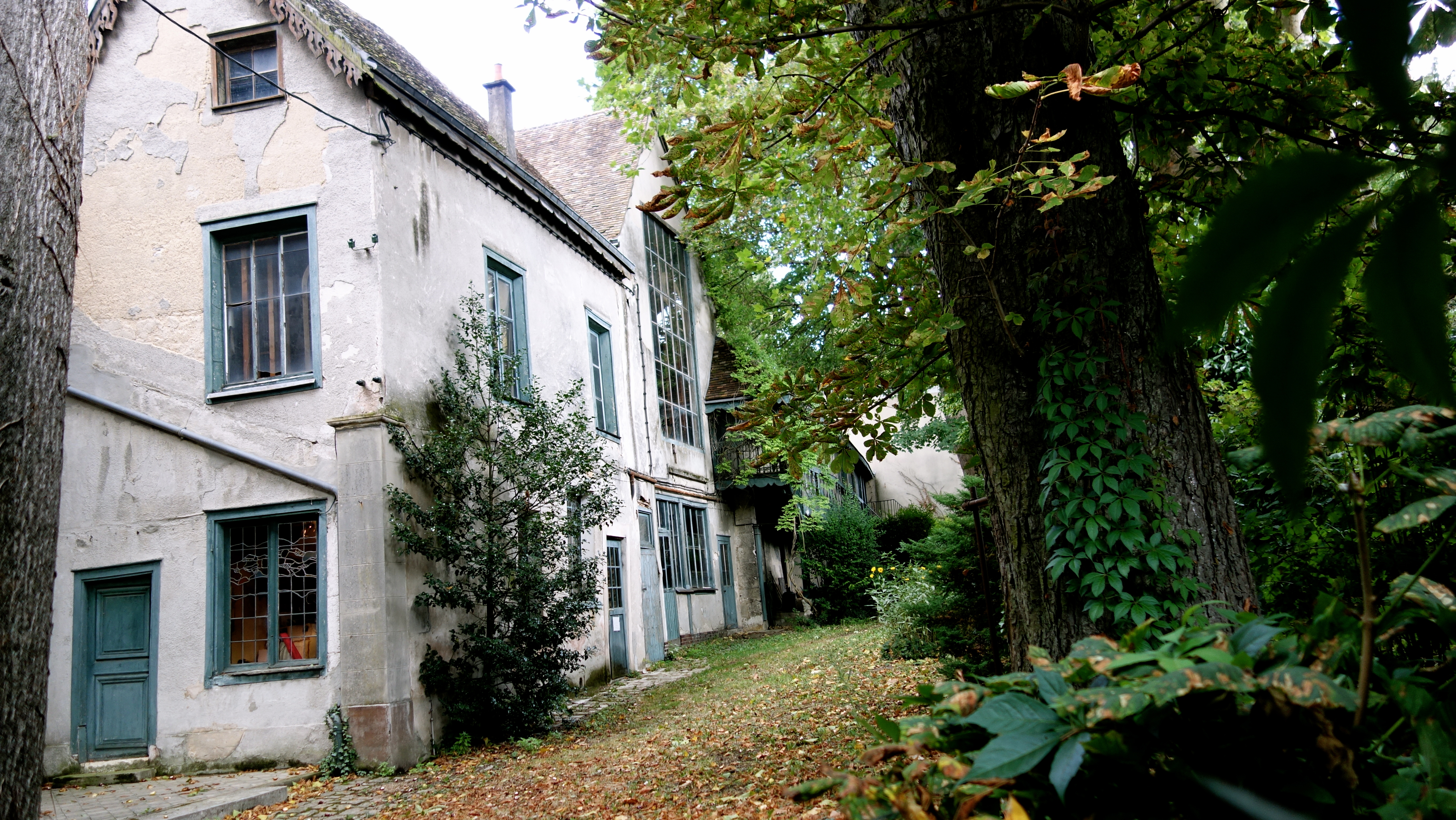
Le jardin des ateliers.

## Liste des réalisations

### Repères chronologiques
Du point de vue chronologique, plusieurs générations de « Lorin » sont à distinguer :
- Nicolas Lorin : activité indépendante de 1863 à 1882 ;
- Marie Françoise Dian, veuve Nicolas Lorin : reprise de l'atelier à la mort de son mari en 1882, probablement jusqu'en 1899, date de la première œuvre connue signée de Charles Lorin, leur fils ;
- Charles Lorin :  activité de 1899 à la veille de la seconde guerre mondiale ;
- François Lorin : activité de 1946 à 1972 ;
- Gérard Hermet, Jacques et Mireille Juteau : de 1973 à 1988 ;
- Gérard Hermet et Mireille Juteau : de 1988 à 2017 ;
- Élodie Vally et François Ratkoff , associés à Claire Babet: de 2017 à 2019 ;
- Élodie Vally, gérante unique depuis 2020.

### Répartition géographique
Sur le plan géographique, les réalisations des ateliers Lorin, issues de plus de 6 000 chantiers s'étalant sur environ 160 ans, sont présentes dans de nombreux lieux, aussi bien en France qu'à l'étranger :
- en France, sont notamment répertoriés les départements d'Eure-et-Loir et du Loiret de la région Centre-Val de Loire, mais aussi les régions Auvergne-Rhône-Alpes, Bourgogne-Franche-Comté, Bretagne, Grand Est, Hauts-de-France, Île-de-France, Normandie, Nouvelle-Aquitaine et Pays de la Loire ;
- hors de France, sont à noter les réalisations dans l'ancienne Indochine (Vietnam), Jérusalem et les États-Unis (New-York City et Washington D.C.).

Concernant les sources du ministère de la Culture, les données de la base Palissy sont réparties entre l'ensemble des générations, avec, bien entendu, des sites dans lesquels plusieurs générations se succèdent. Elles recensent aussi bien les œuvres classées ou inscrites en tant que monument historique, et donc protégées, que celles simplement répertoriées dans l'inventaire général du patrimoine culturel (notices débutant par IM).
En 2021, un premier inventaire collaboratif en ligne limité au territoire de la communauté d'agglomération Chartres Métropole est lancé en 2021 via le site Internet de l'atelier, afin de préparer l'exposition du 3 juillet au 5 septembre 2021 à la collégiale Saint-André de Chartres.

#### En France
Cette liste recense plus d'une centaine de sites, constitués essentiellement d'édifices religieux, répartis sur 37 départements et 10 régions.

#### Hors de France
| Site                                 | Ville                             | Pays       | Dates      | Nombre de verrières | Commentaires                                                                                                | Numéros de baies | Wikimedia Commons Sites externes |
| ------------------------------------ | --------------------------------- | ---------- | ---------- | ------------------- | --- | ---------------- | --- |
| Cathédrale de l'Immaculée-Conception | La Plata                          | Argentine  | XXe siècle |                     | Chœur et déambulatoire                                                                                      |                  | L'Écho républicain |
| Cathédrale Saint-Patrick             | New York                          | États-Unis | 1878 (ca)  |                     | Réalisations de Nicolas Lorin                                                                               |                  | (en) Margaret M. Duffy, « The Charles Lorin Stained Glass Windows at St. Jean Baptiste Church, New York », sur imaginemdei.blogspot.fr, 2014 (consulté le 17 janvier 2017) |
| Église Saint Jean Baptiste (en)      | New York                          | États-Unis | 1912-1914  | 27 (ca)             | Signées Charles Lorin. Du fait de la Première Guerre mondiale, les vitraux n'ont été installés qu'en 1920.  |                  | (en) Margaret M. Duffy, « The Charles Lorin Stained Glass Windows at St. Jean Baptiste Church, New York », sur imaginemdei.blogspot.fr, 2014 (consulté le 17 janvier 2017) |
| Riverside Church                     | New York                          | États-Unis | 1927-1930  | À déterminer        | Réalisations de Charles Lorin, à partir des vitraux de Chartres ; situés dans la claire-voie, partie ouest. |                  | * (en) Peter Paris, John Cook et James Hudnut-Beumler, The History of the Riverside Church in the City of New York, New York, NYU Press, 2004 (ISBN 978-0-8147-6864-8, lire en ligne), p. 170-173. * (en) « The Riverside Church », Commission de conservation des monuments de la ville de New York, 16 mai 2000 p. 6 [PDF]. * (en) « National Register of Historic Places Weekly Lists for 2012 », U.S. National Park Service, 28 décembre 2012 (consulté le 19 avril 2021) [PDF]. |
| St. John's Episcopal Church          | Washington (district de Columbia) | États-Unis | 1883       |                     | Réalisations Nicolas Lorin.                                                                                 |                  | |
| Co-cathédrale du Saint-Nom-de-Jésus  | Jérusalem                         | Israël     | 1876, 1948 | 3                   | Réalisations de 1876. Certaines reconstructions ont eu lieu en 1948.                                        |                  | Photos sur Commons |
| Cathédrale Notre-Dame de Saïgon      | Hô Chi Minh-Ville                 | Vietnam    | Non daté   | 59                  | Édifiée de 1877 à 1880. Certains vitraux détruits ont été remplacés.                                        |                  | Photos sur Commons |